# いしじゃ自由市場
いしじゃ自由市場（いしじゃじゆういちば）は、沖縄県国頭郡金武町にあるマーケット。1995年オープン。金武町特産の田芋や米・野菜・果物、沖縄本島北部の各市町村の特産品のほか、リサイクル品、輸入菓子、洗剤などが販売されている。

## 所在地
- 沖縄県国頭郡金武町金武8223-5

## 交通機関
沖縄自動車道金武ICより車で2分